# Garudanahalli, Kolar
Garudanahalli là một làng thuộc tehsil Kolar, huyện Kolar, bang Karnataka, Ấn Độ.